# 108 Hekuba
108 Hekuba (mednarodno ime 108 Hecuba) je  velik in svetel asteroid tipa S v glavnem asteroidnem pasu.

## Odkritje
Asteroid je 2. aprila 1869 odkril Karl Theodor Robert Luther (1822 – 1900).. Poimenovan je po Hekubi, ženi kralja Priama iz legende o trojanski vojni v grški mitologiji.

## Lastnosti
Asteroid Hekuba obkroži Sonce v 5,83 letih. Njegova tirnica ima izsrednost 0,052, nagnjena pa je za 4,247° proti ekliptiki. Njegov premer je 64,97 km. Njegova vrtilna doba še ni natančno določena. Po meritvah z uporabo svtlobnih krivulj bi lahko bila 0,60 ali 1,20 dni.
Nahaja se na področju asteroidne družine Higeja, čeprav ni podoben ostalim članom te družine. Ima silikatno sestavo, ostali člani družine Higeja so asteroidi tipa C.